# 巴尼加特 (新澤西州)
巴尼加特（英語：Barnegat）是位於美國新澤西州海洋縣的普查規定居民點。

## 人口
根據2020年美國人口普查的數據，巴尼加特的面積為7.02平方千米，當中陸地面積為6.99平方千米，而水域面積為0.03平方千米。當地共有人口3894人，而人口密度為每平方千米554.7人。